# Corvus compilator
Corvus compilator, är en fågelart i familjen kråkfåglar inom ordningen tättingar. Den betraktas oftast som underart till sundakråka (Corvus enca). Taxonet förekommer på södra Malackahalvön, i ögruppen Riau, på Sumatra med kringliggande öar samt på Borneo.